# Drozdowska Zireć
Drozdowska Zireć (lit. Drozdovska ziretė) – jeden z czterech tatarskich mizarów w Sorok Tatarach w okręgu wileńskim na Litwie, założony prawdopodobnie przed 1. ćwiercią XVII wieku, znajduje się na nim najstarsza znana inskrypcja tatarska z terenów dawnej Rzeczypospolitej Obojga Narodów z 1626 roku.

## Historia
Cmentarz założono zapewne przed 1. ćwiercią XVII wieku (nazwa zireć była stosowana przez rozpowszechnieniem się określenia „mizar”). Większość starych drzew porastających nekropolię została ścięta przez sowchoz w 1945 roku, zachowało się jednak kilka starych sosen. Cmentarz był sporadycznie wykorzystywany jeszcze w 2. połowie XIX wieku. Społeczność tatarska planuje oczyścić i zinwentaryzować cmentarz.

## Charakterystyka
Cmentarz znajduje się około 500 m na zachód od centrum Sorok Tatarów na skraju pól na małym pagórku. Zajmuje nieogrodzony obszar nieregularnego wieloboku o wymiarach 50 na 60 m. Zachowało się kilkadziesiąt kamieni nagrobnych, w tym dwa z inskrypcjami, jeden z 1626 roku poniżej szczytu pagórka i drugi z inskrypcją na grobie Makułowiczowej z datą 18 grudnia 1869 roku. Pierwszy wspomniany nagrobek to najstarszy znany kamień Tatarów na terenie Wielkiego Księstwa Litewskiego, pochowano pod nim córkę Allahberdeja. Inskrypcja reprezentuje styl nashi z elementami stylu tult. Pozostałe nagrobki mogą pochodzić z XV-XVIII wieku.